# 貝塚駅 (大阪府)
貝塚駅（かいづかえき）は、大阪府貝塚市海塚一丁目にある、南海電気鉄道・水間鉄道の駅である。
かつては貨物列車用の留置線と二社との貨物受け渡し線が敷設されていたが、現在はすべて撤去されている（東側連絡橋と保線区の駐車場がある場所がその跡地）。貝塚市の代表駅だが、市役所の最寄り駅は貝塚市役所前駅である。

## 利用可能な鉄道路線
- 南海電気鉄道 - 駅番号はNK26。
  - 南海本線
- 水間鉄道
  - 水間線

## 歴史

### 年表
- 1897年（明治30年）10月1日：南海鉄道（現在の南海本線）が堺駅 - 佐野駅（現・泉佐野駅）間で開業した際に、同線の貝塚駅が開業。
- 1933年（昭和8年）4月25日：水間鉄道が貝塚南駅（当駅 - 貝塚市役所前駅間に所在、現存せず）から当駅まで貨物線を開設。水間鉄道の駅が貨物駅として開業。
- 1934年（昭和9年）1月20日：水間鉄道貝塚駅の旅客営業開始。
- 1944年（昭和19年）6月1日：南海鉄道の貝塚駅が会社合併により近畿日本鉄道の駅となる。
- 1947年（昭和22年）6月1日：近畿日本鉄道の貝塚駅が路線譲渡により南海電気鉄道の駅となる。
- 1968年（昭和43年）10月1日：特急の停車駅から除外される[1]。
- 1990年（平成2年）：南海の駅舎が橋上化され、水間鉄道との改札が分離される。
- 1993年（平成5年）：南海上りホーム（なんば方面）の待避線が完成。
- 2012年（平成24年）4月1日 ：南海駅ナンバリングが導入され、使用を開始[2][3]。

### 鉄道唱歌
鉄道唱歌第5集（関西・参宮・南海篇、1900年（明治33年）作詞）58番の歌詞にて、当駅が登場する。
貝塚いでしかひありて はや岸和田の城の跡 こゝは大津かいざゝらば おりて信太の楠も見ん

## 駅構造

### 南海電気鉄道
待避設備を備えた島式2面4線のホームを持つ地上駅で、橋上駅舎を有する。ホーム有効長は8両編成分。和歌山市駅寄りに上下渡り線が設けられているが、定期列車には使用されておらず、おもに回送列車や臨時列車の折り返しに使用されている。
2008年9月10日から翌年3月中旬まで、エレベータ設置工事のため駅構内の難波方階段が終日封鎖されていたが、エレベータが完成し使用が再開している。
2009年3月、ホーム・改札階コンコースの発車標が反転フラップ式からフルカラーLED式に更新された。また、東出口にあるコインロッカーがエレベータ工事のため撤去された。トイレは、設置されている。

### のりば
| のりば | 路線   | 方向 | 行先                    |
| ------ | ------ | ---- | ----------------------- |
| 1・2   | 南海線 | 下り | 和歌山市・ 関西空港方面 |
| 3・4   | 南海線 | 上り | なんば方面              |

内側2・3番線が本線、外側1・4番線が待避線となっている。

### 水間鉄道
頭端式1面2線のホームを持つ地上駅。かつては、南海電気鉄道の駅で使用された、中古の自動改札機が設置されていたが、2009年6月1日のPiTaPa対応・全車ワンマン化に伴い、ICカード専用乗車リーダー・タッチパネル付降車用運賃箱に置き換えられた（同線終点の水間観音駅でも同様に変更された）。そのため当駅ではドアカットを行わず、全てのドアが開く。
水間線の0キロポストは、当駅から約200メートル水間駅（現・水間観音駅）寄りにあった貝塚南駅（開業当時、廃止当時の海塚駅）の跡地付近からずらされないままとなっている。

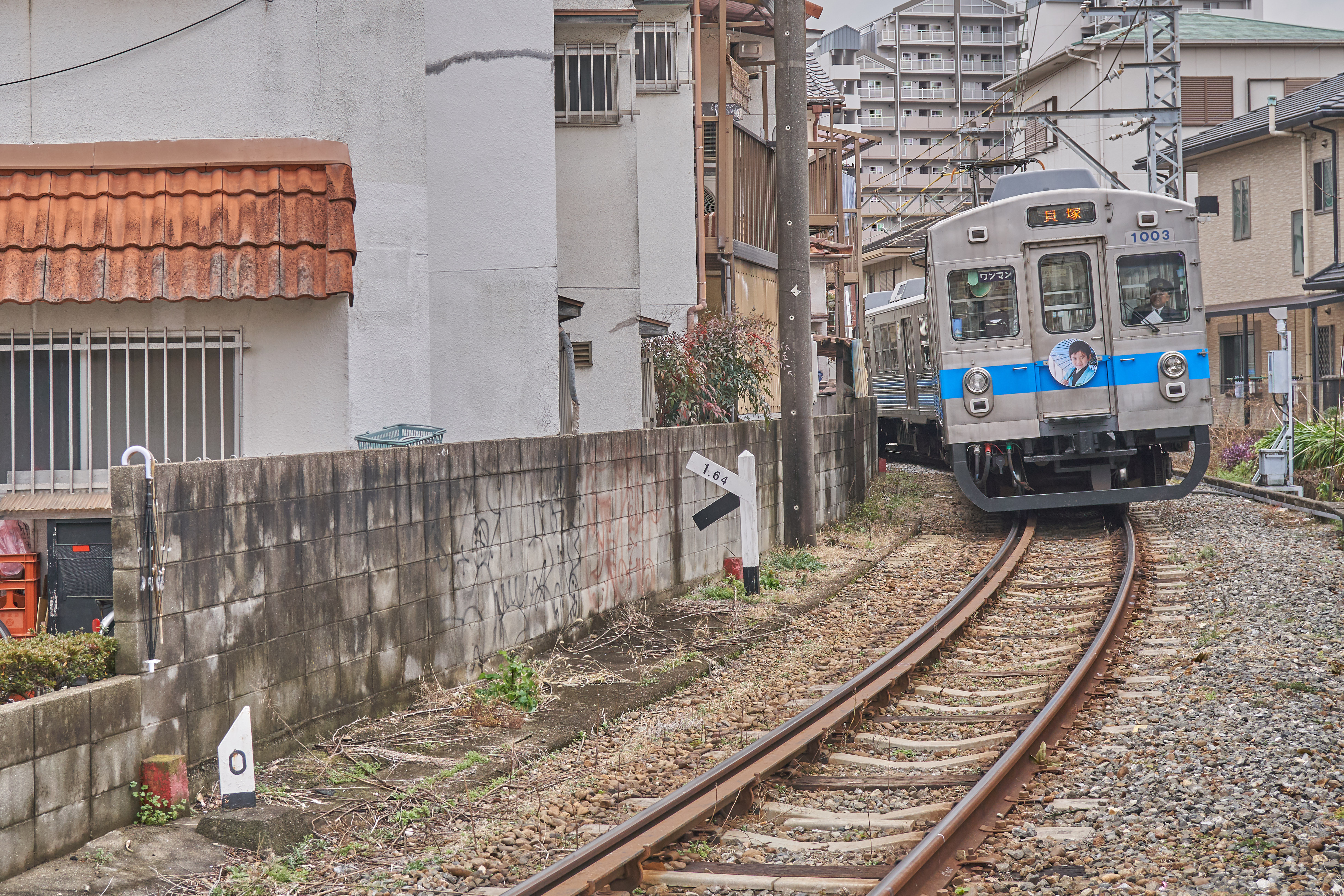
水間線の0キロポスト（左下）

### のりば
| 番線 | 路線    | 行先         |
| ---- | ------- | ------------ |
| 1・2 | ■水間線 | 水間観音方面 |

## 利用状況
- 南海電気鉄道 - 2019年（令和元年）次の1日平均乗降人員は20,079人（乗車人員：10,046人、降車人員：10,033人）である。
- 水間鉄道 - 2019年（令和元年）次の1日平均乗降人員は4,523人である。

各年度の1日平均乗降人員数は下表の通り。
| 年次   | 南海電気鉄道 | 南海電気鉄道 | 水間鉄道  | 出典   |
| 年次   | 乗降 人員    | 順位         | 乗降 人員 | 出典   |
| ------ | ------------ | ------------ | --------- | ------ |
| 2000年 | 22,058       | -            | 6,299     | [ 6 ]  |
| 2001年 | 21,538       | -            | 6,043     | [ 7 ]  |
| 2002年 | 20,870       | -            | 5,672     | [ 8 ]  |
| 2003年 | 20,621       | -            | 5,437     | [ 9 ]  |
| 2004年 | 20,295       | -            | 5,019     | [ 10 ] |
| 2005年 | 20,387       | -            | 5,272     | [ 11 ] |
| 2006年 | 20,467       | -            | 5,409     | [ 12 ] |
| 2007年 | 20,862       | 14位         | 5,379     | [ 13 ] |
| 2008年 | 21,087       | -            | 5,322     | [ 14 ] |
| 2009年 | 20,612       | -            | 4,772     | [ 15 ] |
| 2010年 | 20,331       | -            | 4,353     | [ 16 ] |
| 2011年 | 20,308       | 14位         | 4,196     | [ 17 ] |
| 2012年 | 20,210       | -            | 4,085     | [ 18 ] |
| 2013年 | 20,525       | 15位         | 4,562     | [ 19 ] |
| 2014年 | 20,028       | 16位         | 4,670     | [ 20 ] |
| 2015年 | 20,290       | 16位         | 4,664     | [ 21 ] |
| 2016年 | 20,147       | 16位         | 4,563     | [ 22 ] |
| 2017年 | 20,181       | 16位         | 4,528     | [ 23 ] |
| 2018年 | 20,205       | 16位         | 4,518     | [ 24 ] |
| 2019年 | 20,079       | 16位         | 4,523     | [ 25 ] |

## 駅周辺

### 西側
駅西側は寺内町地区となり、毎年7月に太鼓台祭が行われる。
西口にはタクシー乗り場が設置されており、貝塚中央商店街が西進する。
- 感田神社
- 願泉寺（貝塚御坊）
- 三井住友銀行 貝塚支店
- 池田泉州銀行 貝塚支店（旧泉州店舗）
- 大阪信用金庫 貝塚支店・貝塚倉庫
- イヅイチ シェルピア・イヅイチ シェルピアDEUX（ドゥー）万代貝塚店（旧ダイエー貝塚店）
  - りそな銀行 貝塚支店
- 能開センター・能開予備校貝塚校
- 貝塚南町郵便局
- 学校法人池田学園秋桜高等学校

### 東側
駅東側は旧村（麻生郷）地区となり、毎年10月にだんじり祭が行われる。
東口の北東すぐのところに建物があり、1階がバスターミナル、2階が駐輪場となっている。
- 貝塚郵便局（集配局・ゆうゆう窓口併設局）
- 大阪府貝塚警察署
- 日本年金機構 貝塚年金事務所

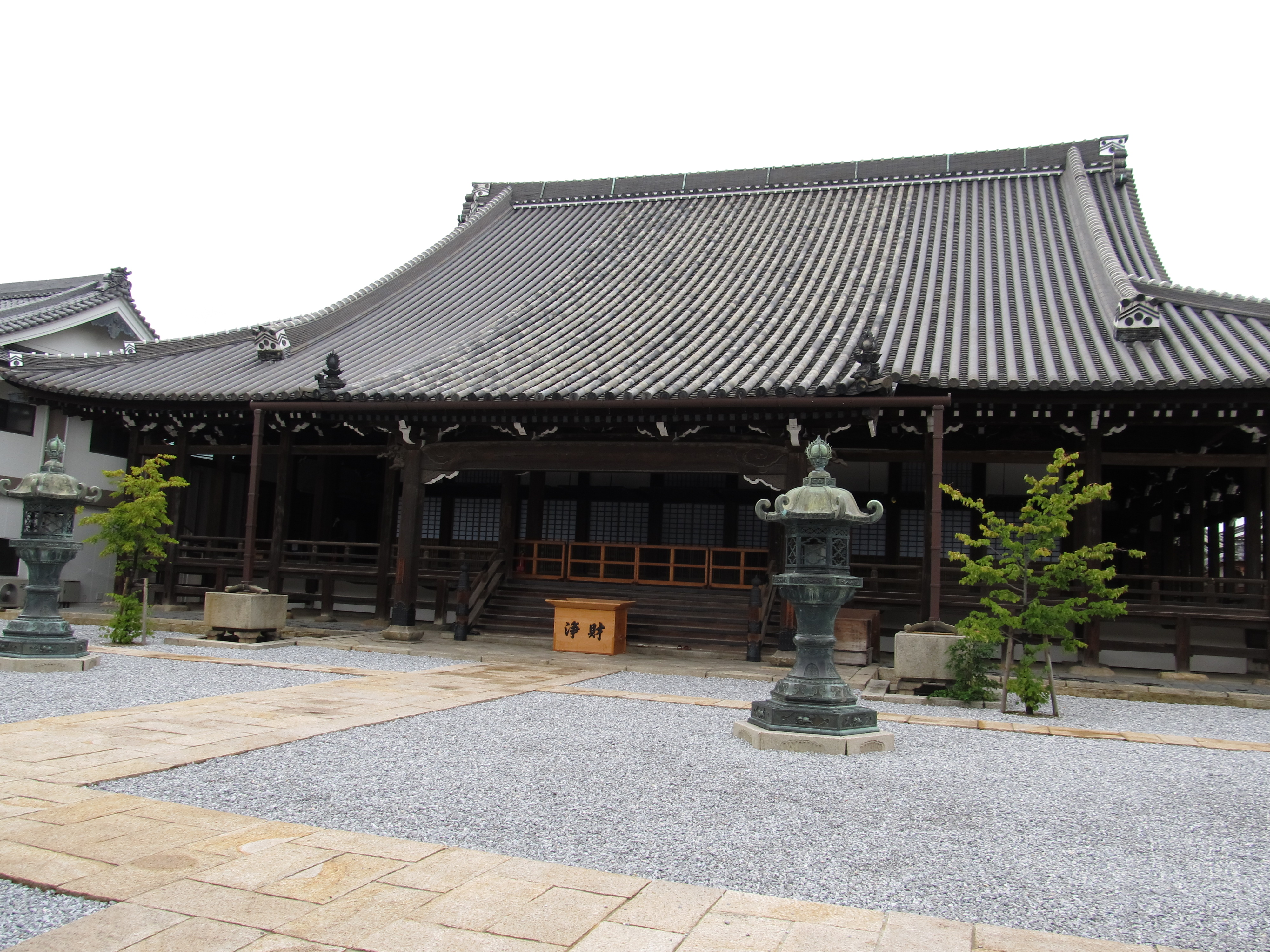
願泉寺（貝塚御坊）
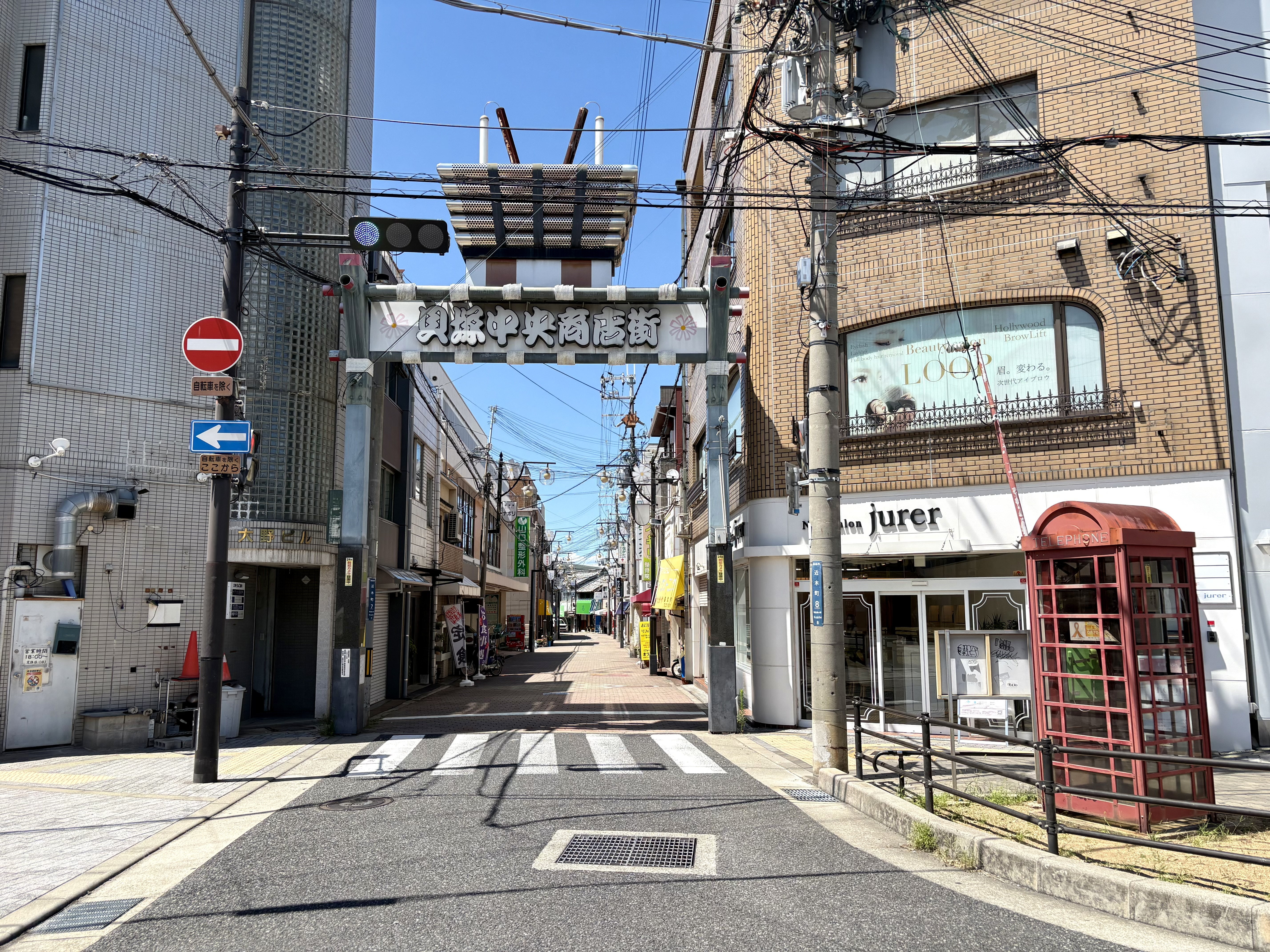
貝塚中央商店街
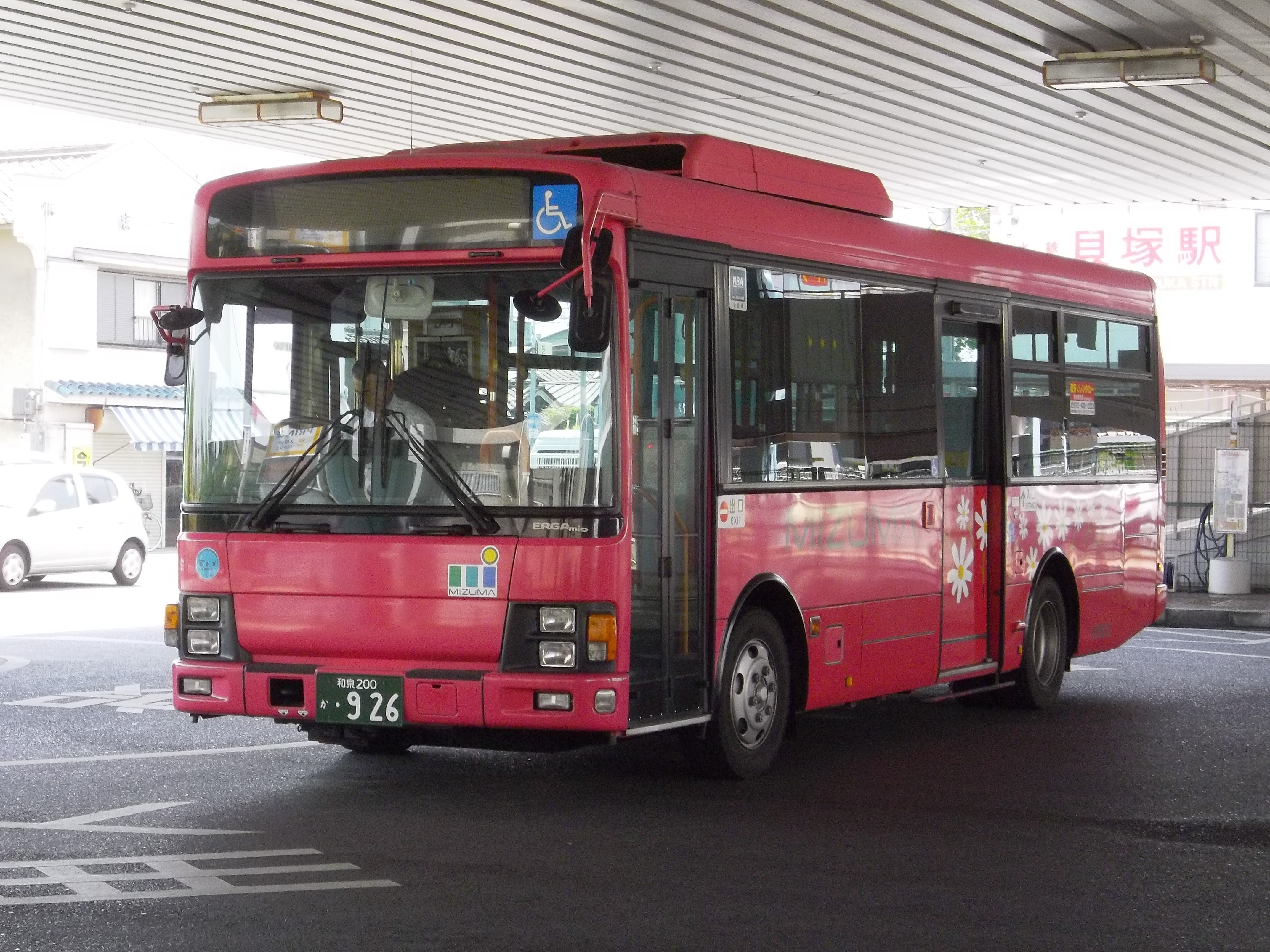
水間鉄道バスのりば（南海貝塚駅東口 バスターミナル）
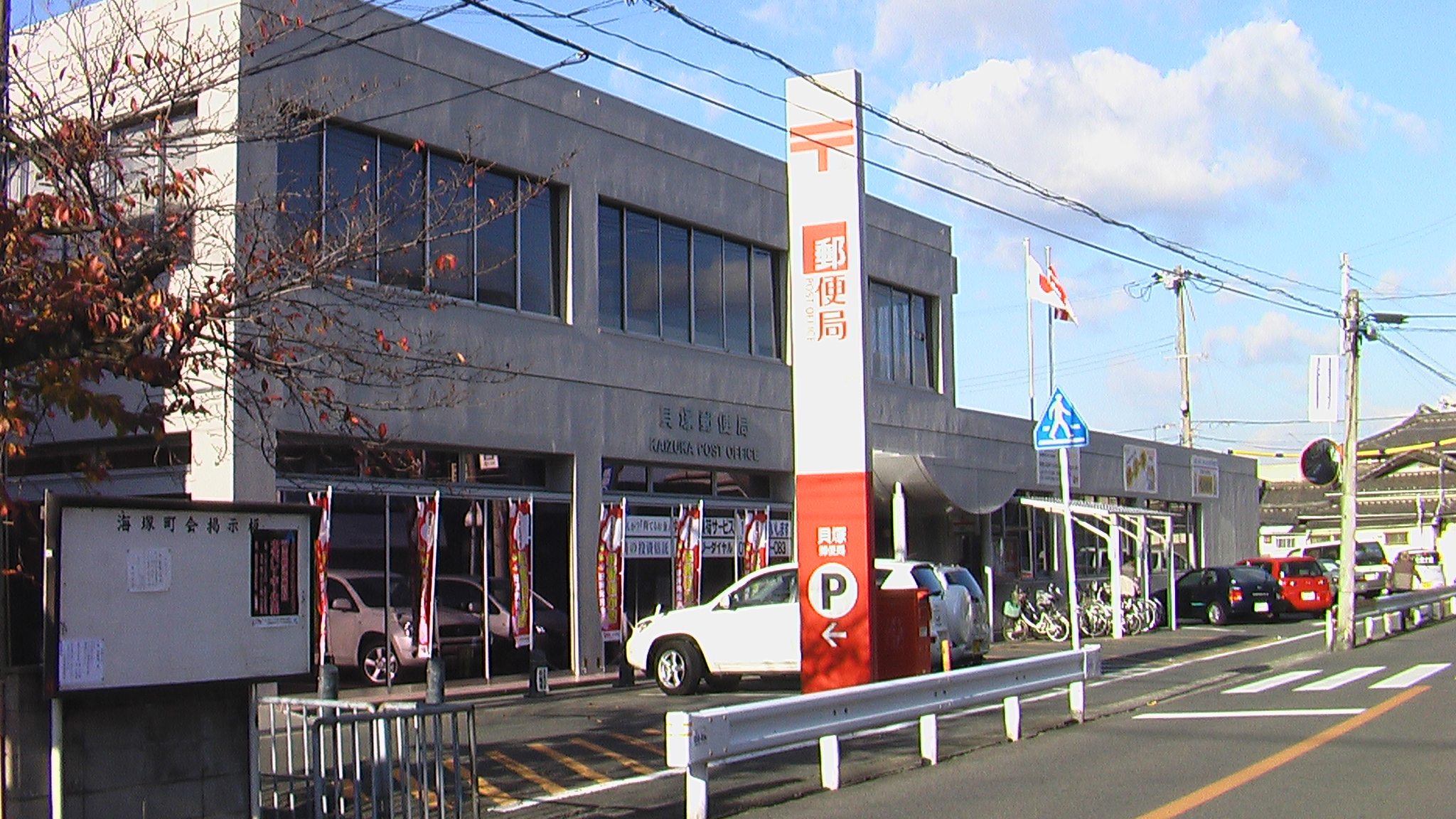
貝塚郵便局

### バス路線
駅東口のバスターミナルに「南海貝塚駅東口」停留所があり、水間鉄道の路線バスと貝塚市のコミュニティバスであるは〜もに〜ばすが発着している。かつては二色方面の路線バスが西口の停留所から、それ以外の路線バスは東口から出ていたが、二色方面の路線バスは東口に移転し、それ以外の路線バスはすべてコミュニティバスに転換された。
水間鉄道
- 二色海浜緑地公園線
  - 市民の森経由、二色海浜緑地公園・二色南町循環
  - 市民の森行き

は〜もに〜ばす
- ピンクバス
  - 市立貝塚病院方面
  - 東貝塚駅前方面
  - 貝塚市役所行き
- オレンジバス
  - 貝塚市役所行き

## 隣の駅
南海電気鉄道
 南海本線
■特急サザン
通過
■急行・■空港急行・■区間急行
岸和田駅 (NK24) - 貝塚駅 (NK26) - 泉佐野駅 (NK30)
■準急（難波行きのみ運転）・■普通
蛸地蔵駅 (NK25) - 貝塚駅 (NK26) - 二色浜駅 (NK27)
- 括弧内は駅番号を示す。

水間鉄道
■水間線
貝塚駅 - 貝塚市役所前駅